# Клъстер
Вижте пояснителната страница за други значения на Клъстер.
Клъстер (от английски: cluster – „куп“) представлява група компютри, свързани в мрежа помежду си, за да осигурят повече изчислителна мощ взети заедно. В много отношения, те могат да се разглеждат като една система. За разлика от грид компютрите, компютрите в клъстер извършват една и съща задача и се контролират от софтуер. Клъстер се нарича и обединяването на 2 или повече сектори от пътеките върху FDD или HDD носители на информация.
Компонентите на клъстера обикновено са свързани помежду си в бърза локална мрежа, в която всеки възел (компютър, използван като сървър) работи със собствена операционна система. В повечето случаи, тези възли използват един и същ хардуер и една и съща операционна система, макар в някои случаи това може да не е така.
Обикновено, клъстери се създават, за да се подобри производителността и наличността на дадена компютърна система. Те са много по-ефективни, отколкото една единствена машина със сравнима изчислителна скорост.
Клъстерите намират широко приложение, обхващащо от малки предприятия до големи суперкомпютри. Тяхната относително ниска цена и бързата скорост на мрежите ги прави по-достъпни и по-предпочитани пред мейнфрейм компютрите в днешно време.